# Mekar Sari (Cikalongkulon)
Mekar Sari is een bestuurslaag in het regentschap Cianjur van de provincie West-Java, Indonesië. Mekar Sari telt 4140 inwoners (volkstelling 2010).